# Tiencsini Olimpiai Stadion
A Tiencsini Olimpiai Stadion (egyszerűsített kínai: 天津奥林匹克中心体育场, angolul: Tianjin Olympic Center Stadium) Kínában, Tiencsinben található a többcélú sportlétesítmény.
A létesítményt 2003 augusztusában kezdték építeni és 2007 augusztusában adták át rendeltetésének. A 2008. évi nyári olimpiai játékok rendezésének próbájaként 2007-ben a FIFA női labdarúgó-világbajnokságot rendezett.
A stadion nézőterének befogadóképessége 60 000 fő. Hossza 380 méter, szélessége 270 méter, magassága 53 méter, 78 000 négyzetmétere befedhető. A stadion fantázia neve „csepp víz”.